# Oliva Gessi
Oliva Gessi ist eine Gemeinde mit 158 Einwohnern (Stand 31. Dezember 2023) in der südwestlichen Lombardei im Norden Italiens. Die Gemeinde liegt etwa 20,5 Kilometer südlich von Pavia in der Oltrepò Pavese und gehört zur Comunità Montana Oltrepò Pavese.

## Geschichte
972 schenkte der spätere Kaiser Otto II. den Besitz des heutigen Gemeindegebiets an Theophanu.

## Persönlichkeiten
- Aloisius Versiglia (1873–1930), Bischof und Heiliger der römisch-katholischen Kirche